# Classe Castle (chalutier militaire)
Pour les autres classes de navires du même nom, voir Classe Castle.
La classe Castle de chalutiers militaires a été construite d'après des spécifications de l'Amirauté britannique  pour adapter des plans de chalutiers civils au dragage de mines durant la Première Guerre mondiale pour la Royal Navy.

## Histoire
Cette classe a pour origine le chalutier Raglan Castle de 1915 choisi par la Royal Navy pour servir à sa conception. Le chantier naval Smiths Dock Company, Limited (en) en fait l'adaptation. Ces chalutiers seront nommés  chalutiers de l'Amirauté (Admiralty class trawlers en anglais). 

145 unités sont construits en temps de guerre, 55 autres après guerre.